# Carl August (Sachsen-Weimar-Eisenach)

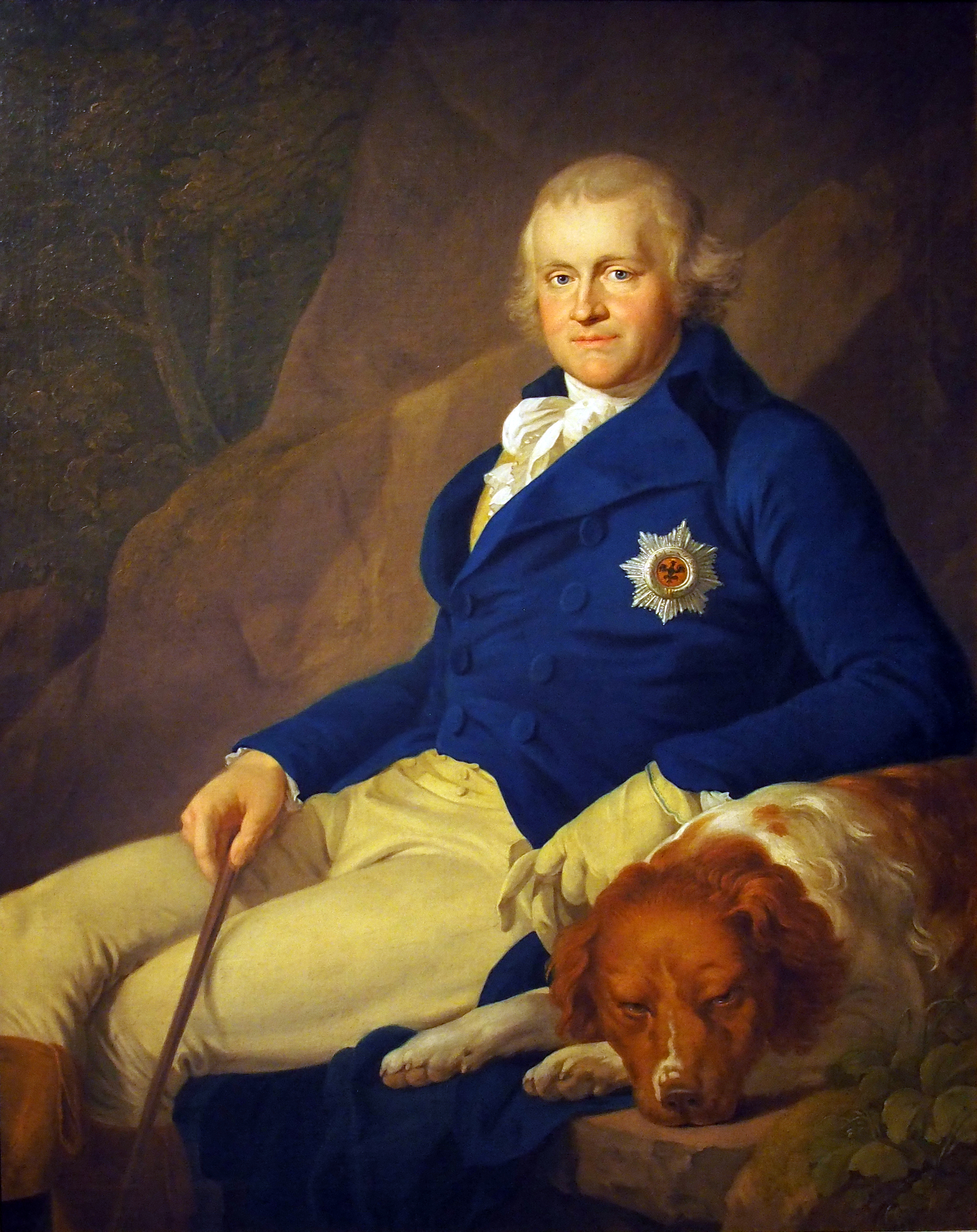
Karl August Herzog von Sachsen-Weimar und Eisenach (1796/97)

Carl August von Sachsen-Weimar-Eisenach, auch Karl August von Sachsen-Weimar-Eisenach (* 3. September 1757 in Weimar; † 14. Juni 1828 auf Schloss Graditz bei Torgau), war ein deutscher Fürst, ab 1758 Herzog und ab 1815 Großherzog von Sachsen-Weimar-Eisenach, stand jedoch bis 1775 unter Vormundschaft seiner Mutter Anna Amalia von Braunschweig-Wolfenbüttel. Er entstammte dem Haus Wettin.

## Leben
Carl August war der älteste Sohn des Herzogs Ernst August II. Konstantin (Herzog der beiden Staaten Sachsen-Weimar und Sachsen-Eisenach) und dessen Ehefrau Anna Amalia, einer Prinzessin von Braunschweig-Wolfenbüttel. Er verlor seinen Vater schon ein Jahr nach seiner Geburt. Unter der Vormundschaft seiner klugen, aufgeschlossenen und kunstsinnigen Mutter lag die Erziehung des Erbprinzen in verschiedenen Händen, zuletzt auch in denen des Dichters Christoph Martin Wieland, den die Herzogin von der Erfurter Universität nach Weimar holte.
Unter der Aufsicht seines Erziehers Johann Eustach von Görtz unternahm Carl August 1774 eine Bildungsreise nach Frankreich und traf sich mit Melchior Grimm. Auf der Rückreise besuchte er den Hof in Darmstadt, wo er sich mit der gleichaltrigen Prinzessin Luise verlobte. Anschließend wurde die Reise in Frankfurt unterbrochen, weil der Erbprinz den berühmten Dichter Johann Wolfgang Goethe, den er bei dieser Gelegenheit nach Weimar einlud, kennenlernen wollte. Goethe erfüllte seine Zusage und traf am 7. November 1775 in Weimar ein. Zwischen ihm und dem jungen Herzog entwickelte sich bald eine tiefe Freundschaft. Der Herzog übertrug ihm in der Folge hohe Regierungsämter und erwirkte 1782 für Goethe einen kaiserlichen Adelsbrief.
Mit seinem 18. Geburtstag wurde Carl August für volljährig erklärt und heiratete am 3. Oktober 1775 in Karlsruhe Prinzessin Luise.
Diese Verbindung verlief nicht glücklich. Carl August fand bei seinen inzwischen bekannten Eskapaden die Unterstützung seines neuen Freundes Goethe (der sich u. a. um die Versorgung mehrerer unehelicher Kinder und deren Mütter kümmerte).  Die öffentlichen Demütigungen seiner Frau mündeten in die geduldete außereheliche Beziehung mit der Schauspielerin Karoline Jagemann. Erst 1783 brachte Luise den Erbprinzen Carl Friedrich zur Welt.

### Frühe Regierungsjahre

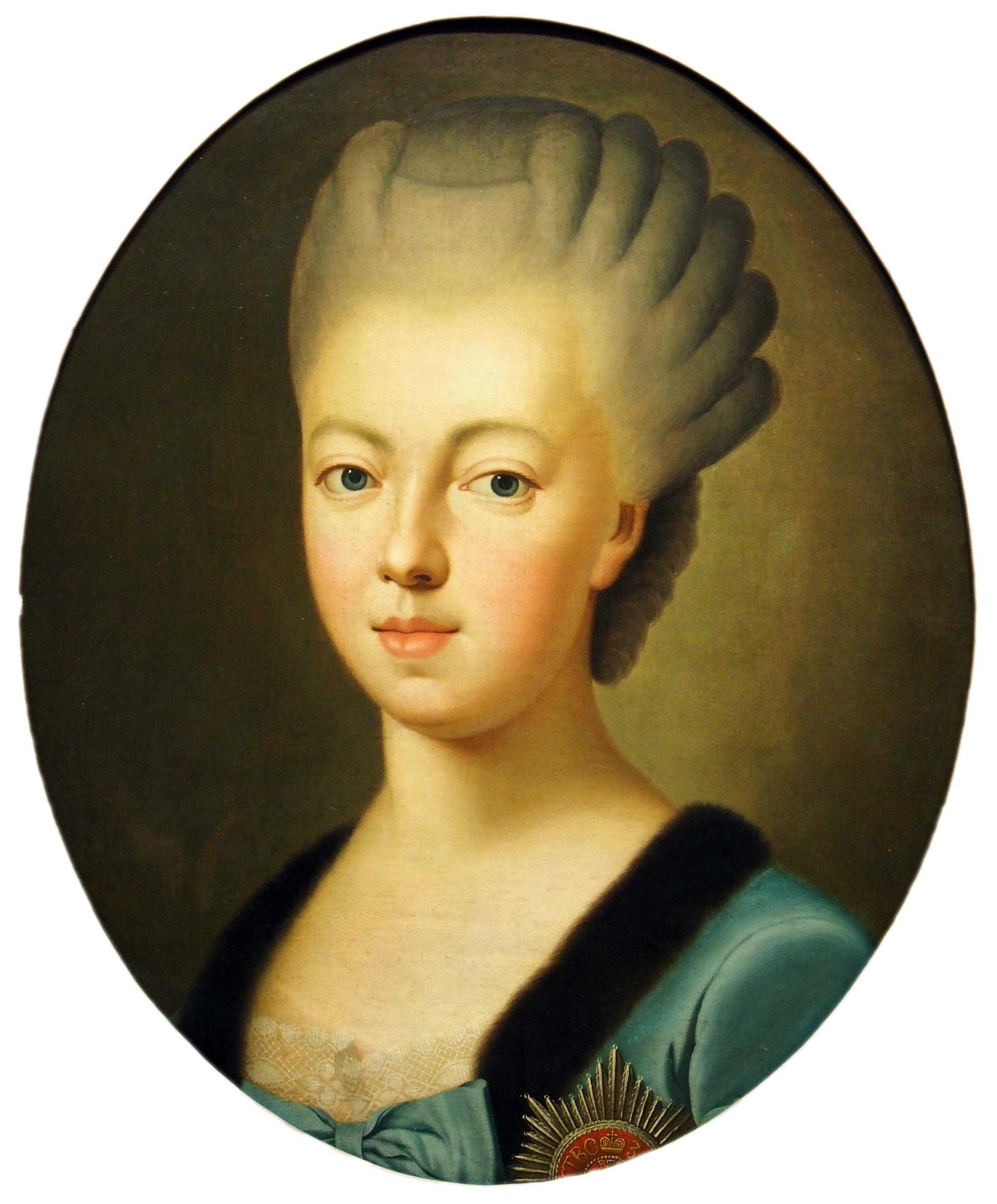
Ehefrau Luise, geborene Prinzessin von Hessen-Darmstadt, Gemälde von Johann Ludwig Strecker (um 1772/73)

Am 5. Februar 1782 wurde er in der Loge Amalia in Weimar Freimaurer und im Dezember desselben Jahres unter dem Namen „a Falcone albo“ Ritter der Strikten Observanz. Auf sein Bestreben hin wurde die seit 1782 ruhende Weimarer Loge 1808 wiedereröffnet. Am 10. Februar 1783 trat er dem Illuminatenorden mit dem Namen „Aeschylus“ bei und stieg in ihm bis zum „Regenten“ auf.
Der preußische König Friedrich II. schlug ihn am 19. Januar 1786 zum Ritter des Schwarzen Adlerordens.
Dem umtriebigen jungen Herzog genügte die Betätigung in seinem kleinen Land nicht. Mit dem Versuch der Gründung eines Fürstenbundes als Gegengewicht zum preußisch-österreichischen Dualismus stieg er in die Reichspolitik ein, hatte aber damit wenig Erfolg. Am preußischen Einmarsch in Holland nahm er 1787 als Volontär in Begleitung des preußischen Oberkommandierenden, des Herzogs Karl Wilhelm Ferdinand, teil. Er trat in preußische Dienste, wurde Generalmajor der Kavallerie und am 16. Dezember 1787 zum Chef des Kürassierregiment „von Rohr“ Nr. 6.
Von der 1789 ausgebrochenen Revolution in Frankreich waren zunächst die Österreichischen Niederlande erfasst worden (Brabanter Revolution), aber auch Ungarn stand beim Tode Kaiser Josephs II. 1790 am Rande einer offenen Empörung gegen die österreichische Herrschaft. Eine Gruppe unzufriedener ungarischer Adeliger bot Carl August die Stephanskrone an, die anzunehmen ihm jedoch Goethe erfolgreich abriet.

### Zeit der Revolutions- und Befreiungskriege
Mit seinem Regiment beteiligte sich Carl August am Feldzug gegen Frankreich in der Kampagne Juni 1792 bis Dezember 1793. Beim anschließenden Rückzug führte er die Avantgarde. Dafür erhielt er am 11. Januar 1794 den Rang eines Generalleutnants. Er schied jedoch aufgrund von Meinungsverschiedenheiten mit Friedrich Wilhelm II. aus der Armee aus. Erst nach dem Regierungsantritt von Friedrich Wilhelm III. kehrte Carl August in preußische Dienste zurück und wurde am 21. August 1798 zum Generalinspekteur der Magdeburgischen Kavallerie-Inspektion ernannt. Am 20. Mai 1802 folgte seine Beförderung zum General der Kavallerie. Während des Vierten Koalitionskrieges kommandierte er im Oktober 1806 die Vorhut des preußischen Hauptheeres. Als Preußen am 13. Oktober in den Schlachten von Jena und Auerstedt verheerende Niederlagen erlitt, stand Carl Augusts Korps infolge einer Änderung des Feldzugsplans bei Ilmenau. Während die Franzosen Weimar plünderten, schloss er sich dem Rückzug unter Blücher an. Carl August konnte sich glücklich schätzen, im Dezember 1806 mit der Niederlegung seines Kommandos und dem Eintritt in den Rheinbund einer Absetzung durch Napoleon entgangen zu sein. Nach dem Seitenwechsel musste Carl August seine Soldaten vor Kolberg gegen Preußen kämpfen lassen.

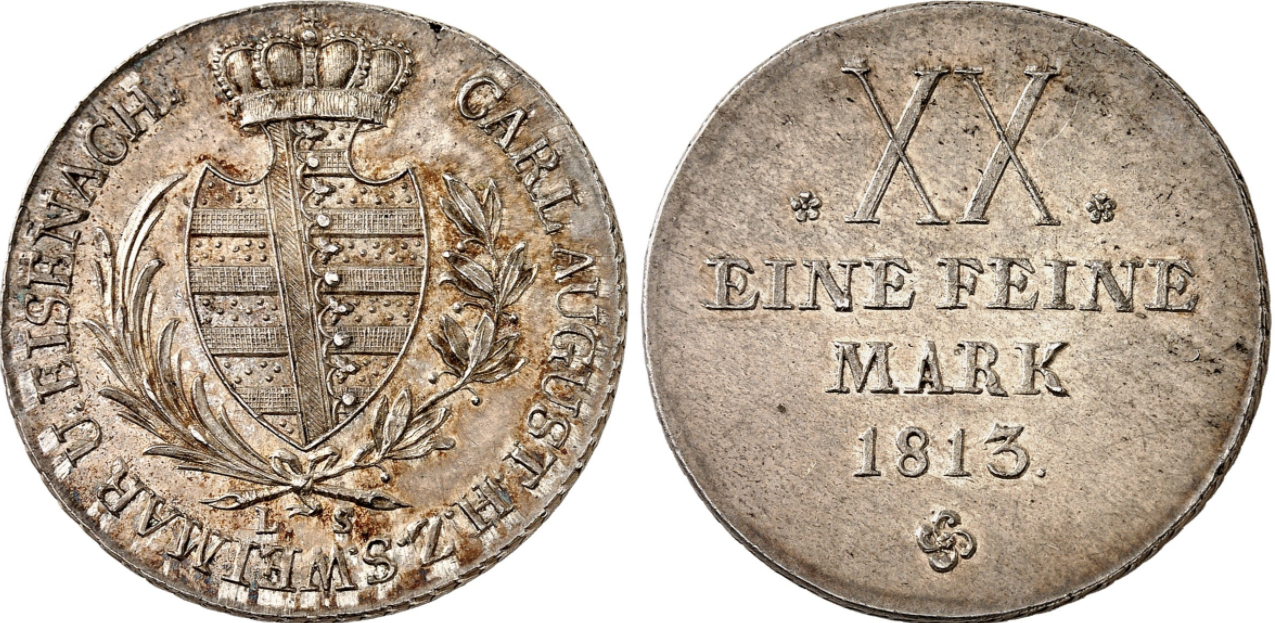
Gulden Carl Augusts von 1813 nach dem Konventionsmünzfuß.

Nach der Völkerschlacht bei Leipzig begab Carl August sich in das Hauptquartier der Koalition gegen Napoleon nach Frankfurt am Main und erhielt hier am 24. November 1813 den Oberbefehl über das III. deutsche Armeekorps. Dieses war Teil der Nordarmee und bestand aus rund 24.000 Mann Linientruppen sowie 20.000 Mann Landwehr. Mitte Januar 1814 stand er mit seinem Korps in Holland, wo Carl August auch den Oberbefehl in den Niederlanden übernahm und von dort am 7. Februar 1814 in Brüssel einrückte. Ende März belagerte Carl August mit seinen Truppen erfolglos Maubeuge. Durch den Einzug der Koalitionstruppen in Paris kam es dann am 9. April 1814 zu einem Waffenstillstand und Carl August gab am 20. April 1814 den Oberbefehl ab. In Anerkennung seiner langjährigen Verdienste ernannte ihn der König von Preußen am 15. September 1822 zum Chef des 8. Kürassier-Regiments.

### Großherzog
1804 hatte der Sohn Carl Augusts, der Erbprinz Carl Friedrich, die russische Großfürstin Maria Pawlowna, Tochter des 1801 ermordeten Zaren Paul I. und Schwester seines Nachfolgers Alexander I., geheiratet. Dem Einfluss des Zaren und der eigenen konsequenten nationalen Haltung verdankte Carl August im April 1815 auf dem Wiener Kongress (vom 18. September 1814 bis zum 9. Juni 1815 tagend) seine Erhebung zum Großherzog. Zudem erfuhr das Großherzogtum eine beträchtliche Gebietserweiterung. Bereits Anfang 1815 war er zudem der Senior der Ernestiner geworden.

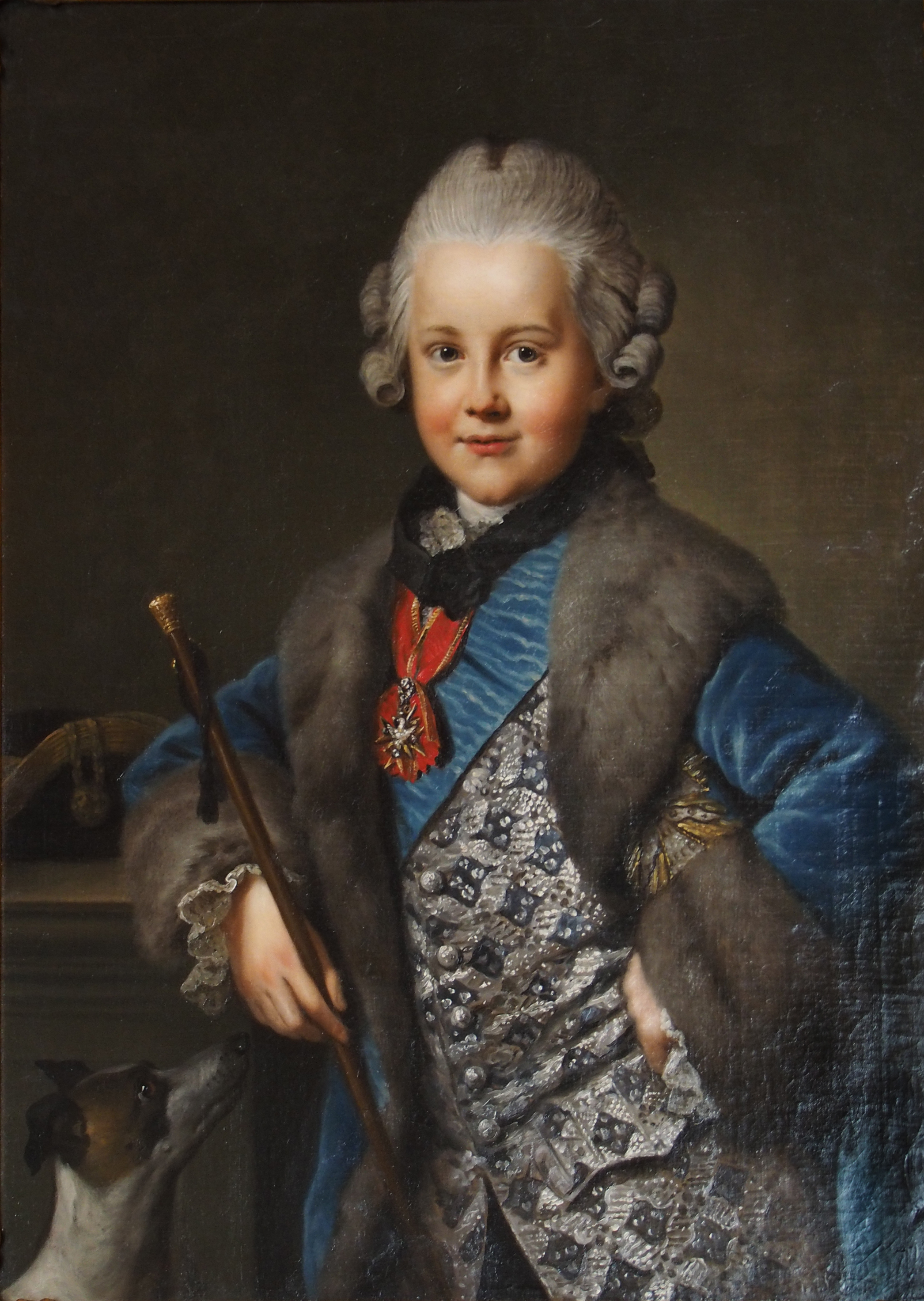
Carl August, Prinz von Sachsen-Weimar-Eisenach, 1769
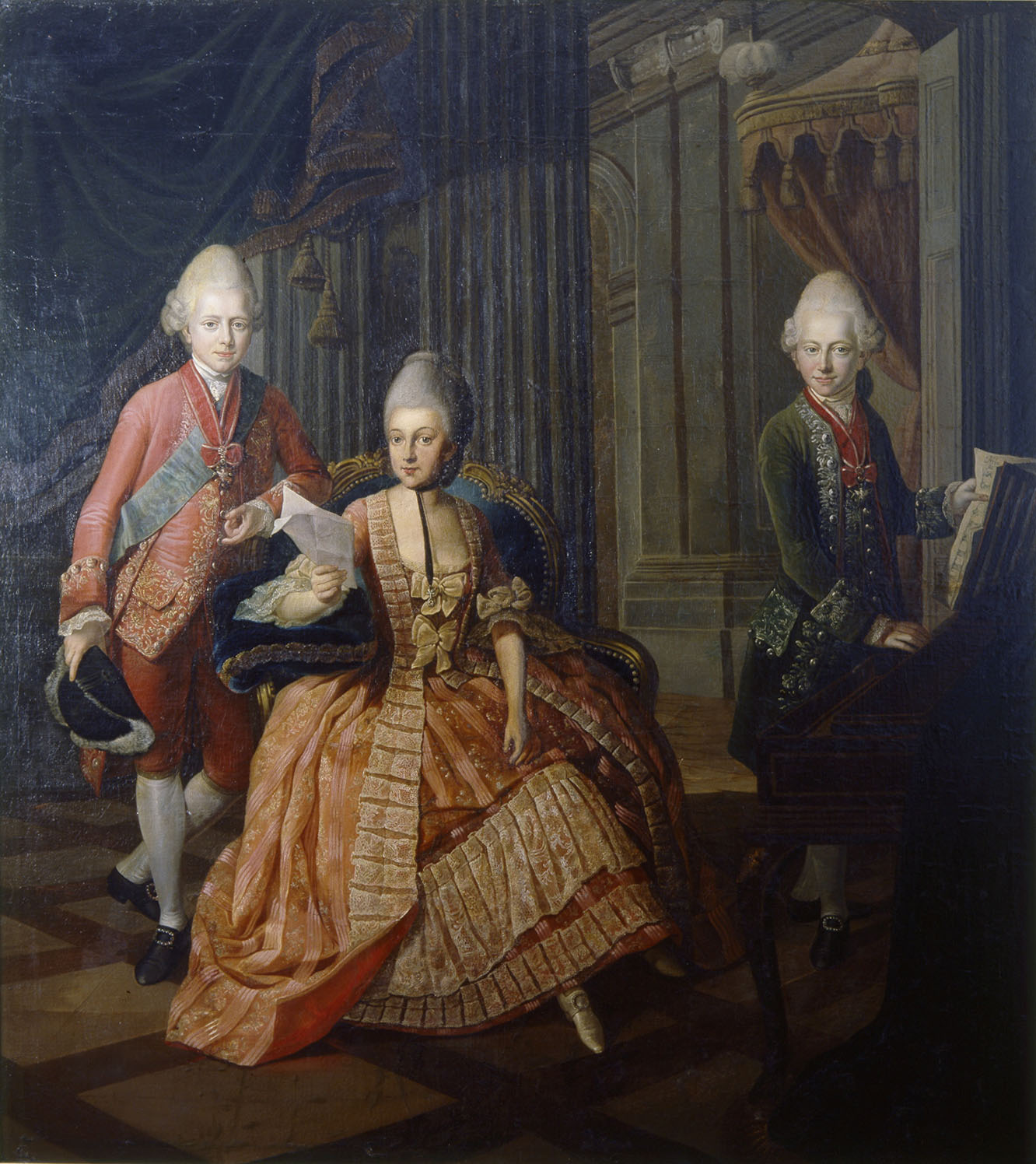
Anna Amalia, Herzogin von Sachsen-Weimar-Eisenach, Erbprinz Carl August und Prinz Friedrich Ferdinand Constantin, 1773/74
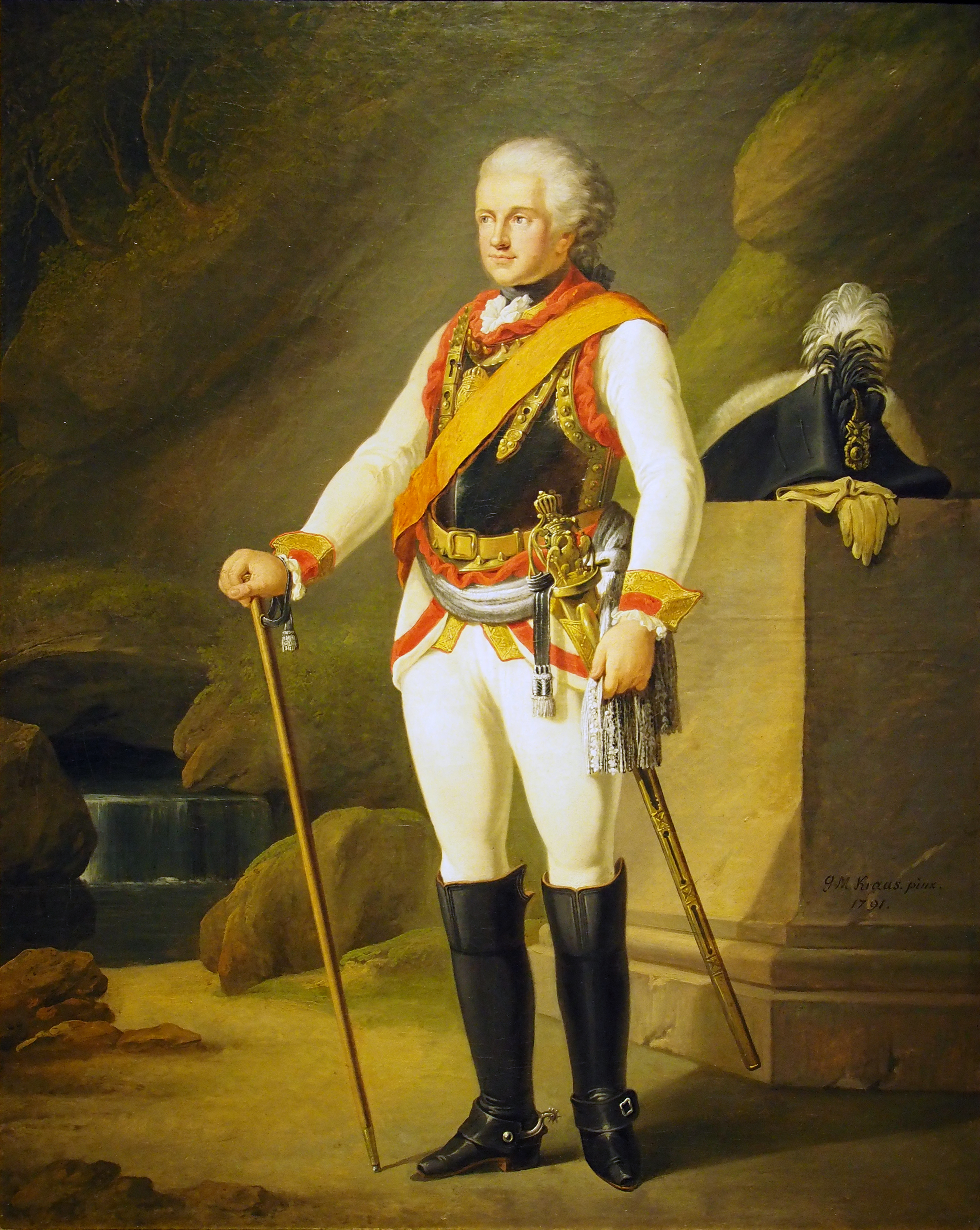
Herzog Carl August als preußischer General und Ascherslebener Kürassier, 1791
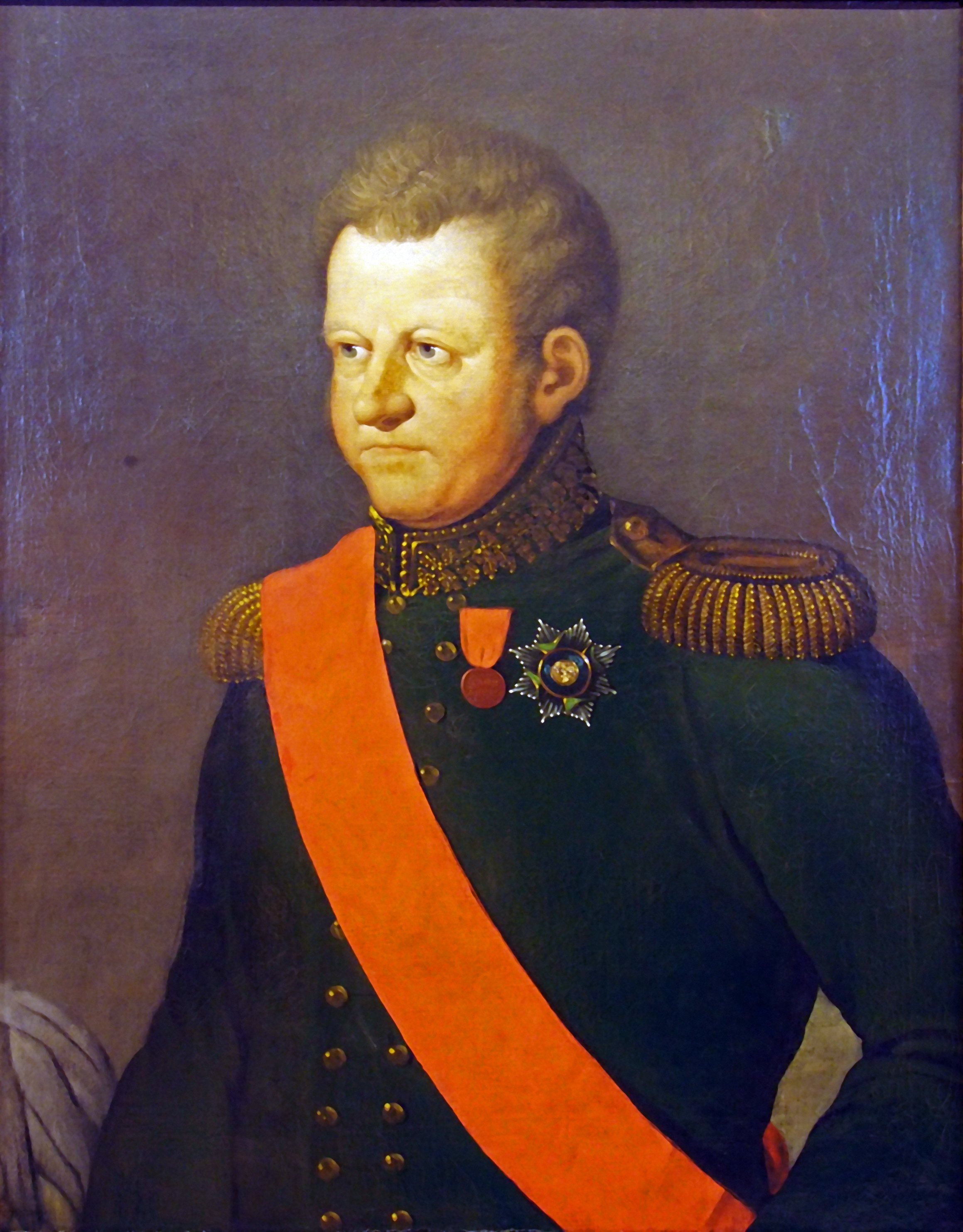
Großherzog Carl August 1816, porträtiert von Ferdinand Jagemann
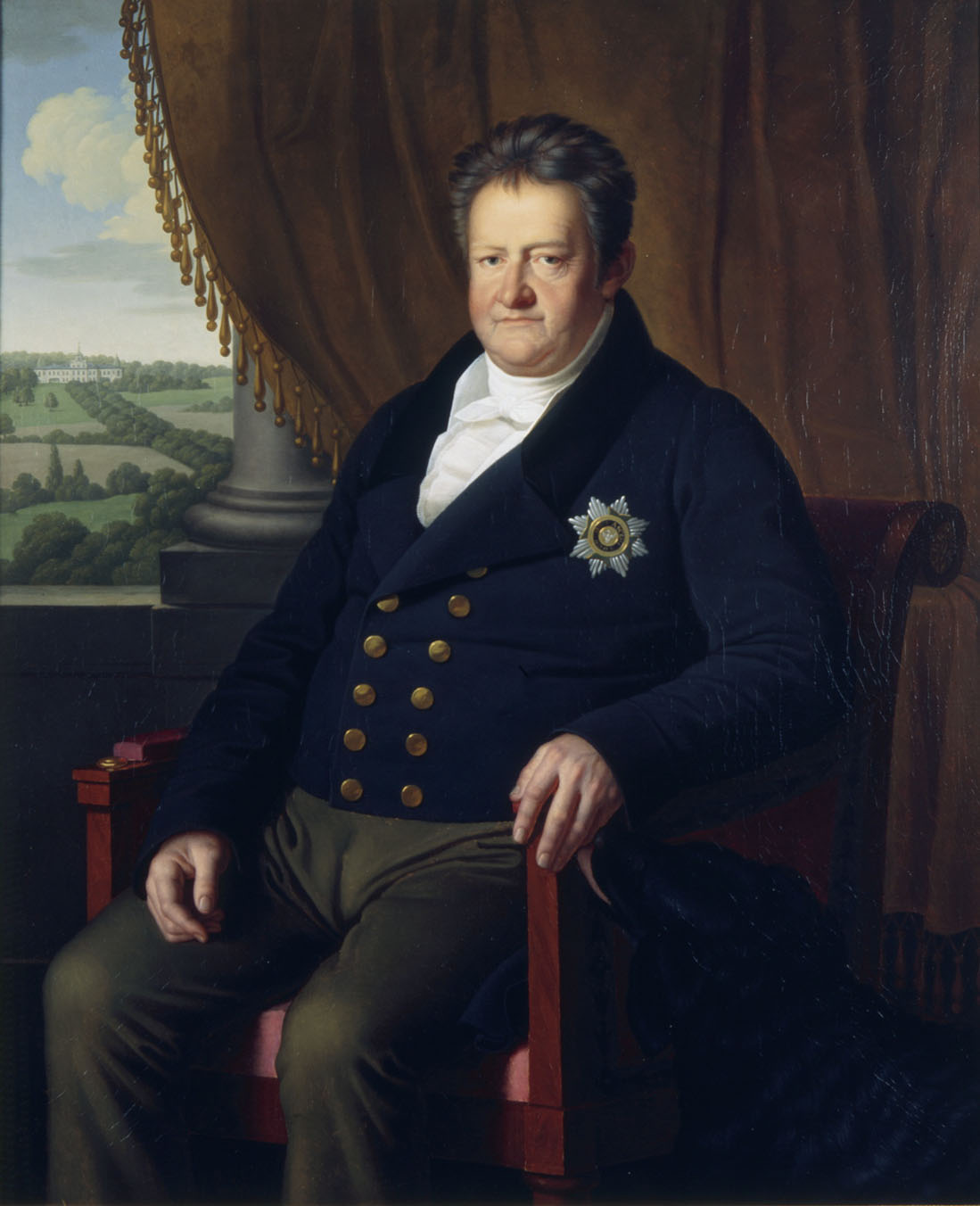
Großherzog Carl August, 1822

Der Herzog regierte nach den Grundsätzen des aufgeklärten Absolutismus und mit Gespür für die gesellschaftlichen Strömungen seiner Zeit. Er verhinderte 1815 nicht die Gründung der deutschen Burschenschaften in Jena. Als erstes deutsches Land erhielt Sachsen-Weimar-Eisenach 1816 eine landesständische Verfassung, die u. a. seinen Untertanen Pressefreiheit und das Recht der freien Meinungsäußerung gewährte. Anschließend wurde er ein Förderer der konstitutionellen Monarchie. 1817 ließ er die Jenaer Studenten nicht ohne Bedenken das Wartburgfest feiern. Die Karlsbader Beschlüsse 1819 betrafen allerdings auch die liberale Politik Carl Augusts und zwangen ihn zu vorsichtigem Handeln.
Politisch hielt der Großherzog an den alten Bindungen zu Russland und Preußen fest. Dieser Linie folgte auch sein Sohn Carl Friedrich, dessen Töchter Maria und Augusta preußische Prinzen heirateten, Maria Prinz Carl und Augusta dessen älteren Bruder Prinz Wilhelm, den späteren deutschen Kaiser. Die zweite Hochzeit erlebte Carl August nicht mehr. Er starb auf der Rückreise von Berlin, wo er die Geburt des ersten Sohnes Marias gefeiert hatte, am 14. Juni 1828 auf dem preußischen Gestüt Graditz in den Armen seines Adjutanten Friedrich von Germar. Unter großer Anteilnahme der Weimarer Bevölkerung wurde er auf dem Historischen Friedhof Weimar in der Fürstengruft beigesetzt.

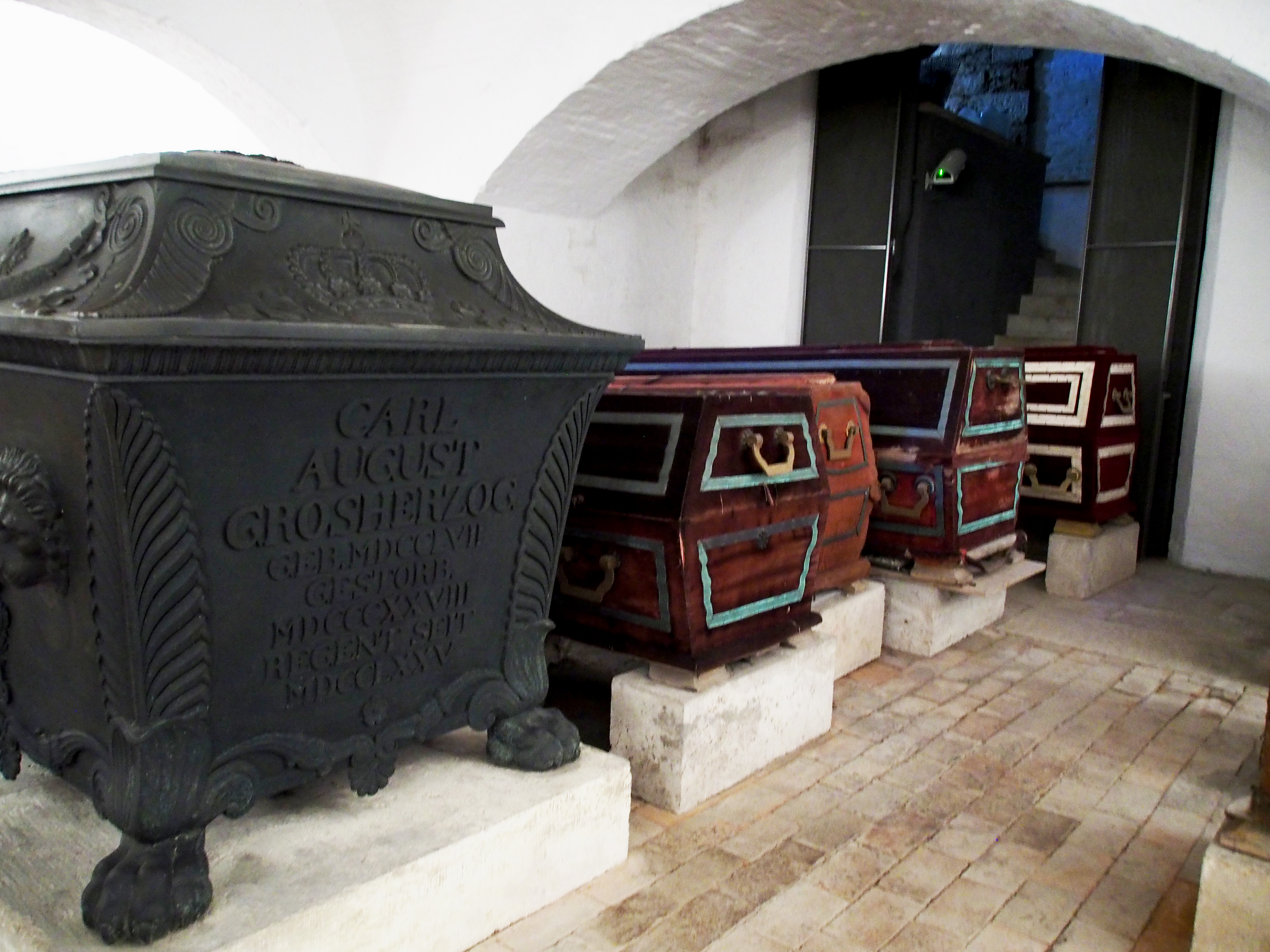
Sarg des Großherzogs in der Fürstengruft Weimar

## Lebenswerk

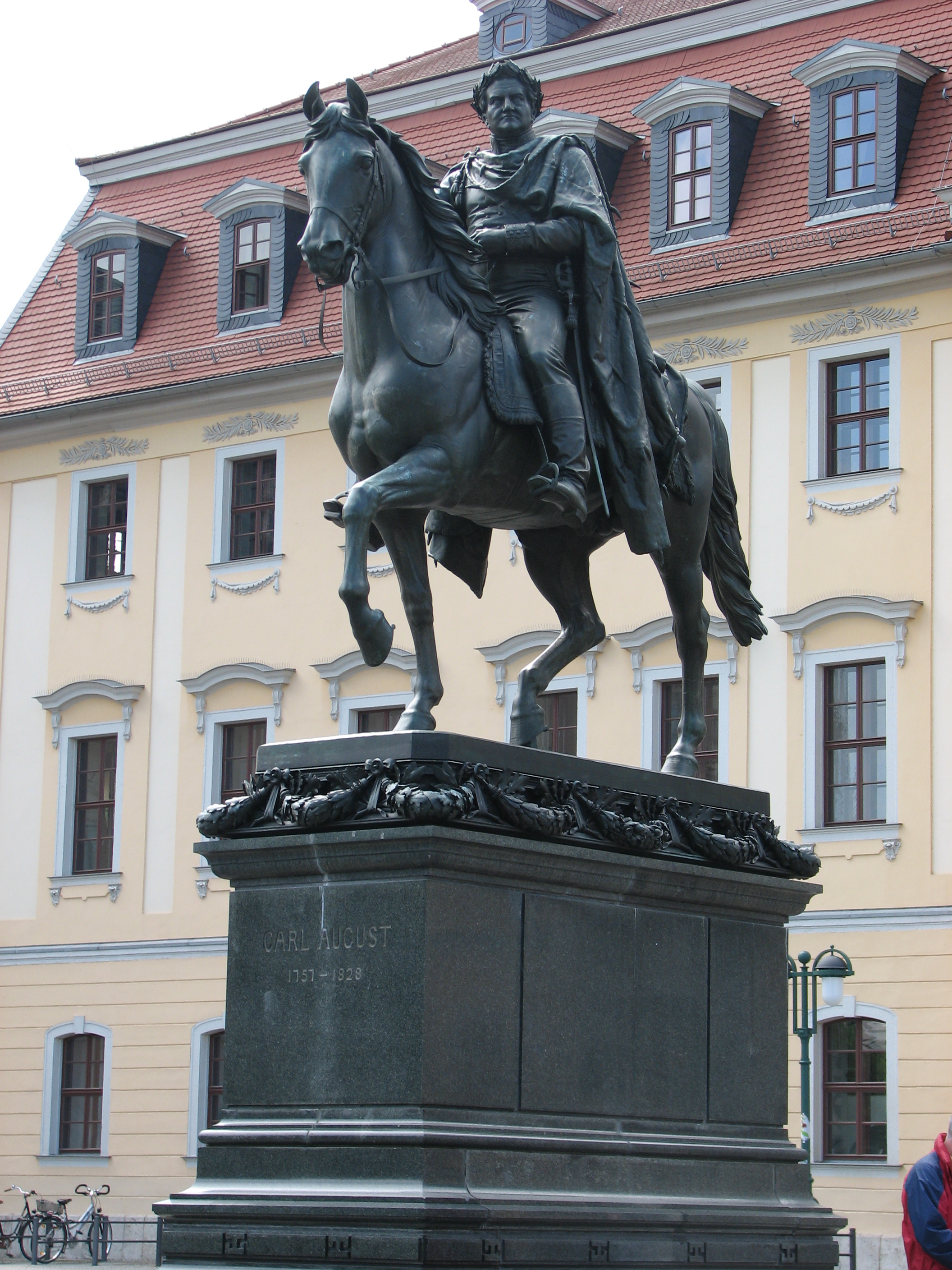
Reiterstandbild in Weimar, Adolf von Donndorf, 1875

Carl Augusts Lebenswerk ist nicht wegen besonderer politischer oder militärischer Erfolge in die Geschichte eingegangen. Stattdessen wurde er – auf den Spuren seiner Mutter und im Gefolge seines Freundes Goethe – zum prägenden Förderer und Patron der später als Weimarer Klassik bekannt gewordenen Epoche. Christoph Martin Wieland war Goethe am Hof von Weimar vorausgegangen, später folgte – auf Betreiben seines Freundes und Verehrers Goethe – auch Herder. Herder wurde jedoch nicht in dem von ihm erhofften Maße bei den kirchlichen und schulischen Reformen durch den Herzog unterstützt. Daraus resultierte ein zeitweilig angespanntes Verhältnis wegen Herders Demokratismus. Später kam auch Schiller an den Weimarer Musenhof. Zum Großherzogtum Sachsen-Weimar-Eisenach gehörte auch Jena, wo mit Fichte, Hegel und Schelling sowie den Brüdern Friedrich und August Wilhelm Schlegel zur selben Zeit ein zweites Zentrum der Literatur und Philosophie bestand, frei nach Goethes Motto: „Weimar - Jena eine große Stadt, die an beiden Enden sehr viel Gutes hat.“
Um 1785 gründete er die Weimarer Militärbibliothek.

## Denkmal
- 1867–72, Reiterstandbild in Weimar von Adolf von Donndorf
- Seit 1991 gibt es in Weimar die Carl-August-Allee

## Familie und Nachkommen

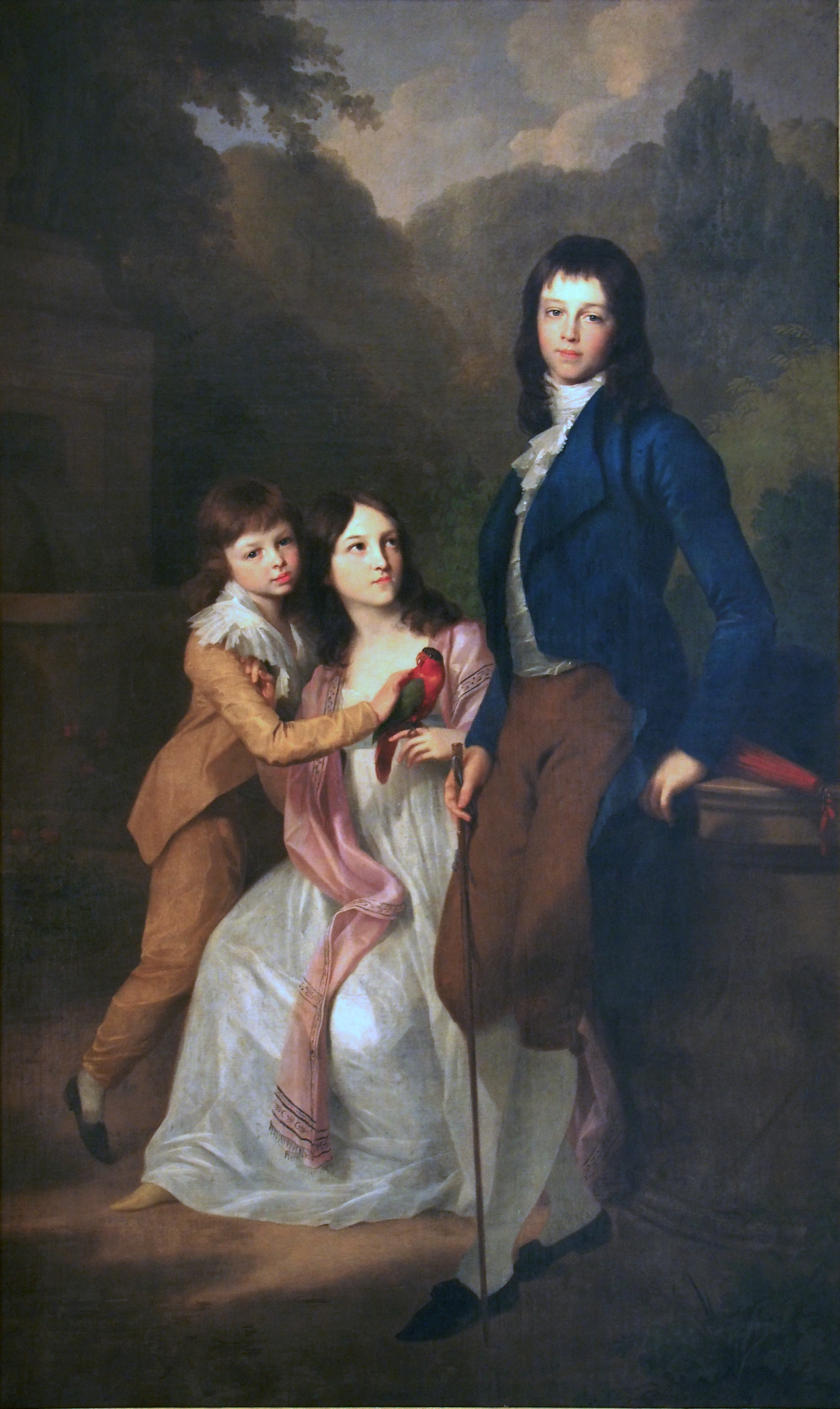
Kinder Karl Augusts mit Luise von Hessen-Darmstadt: Karl Bernhard, Karoline Luise und Karl Friedrich, 1795

- Carl Augusts jüngerer Bruder Friedrich Ferdinand Konstantin, Prinz von Sachsen-Weimar-Eisenach (1758–1793), wurde durch die Bestrebungen seines Bruders Mitglied der Illuminaten.

Carl August heiratete 1775 Luise von Hessen-Darmstadt (1757–1830), Tochter von Landgraf Ludwig IX. von Hessen-Darmstadt.

Aus dieser Verbindung gingen folgende Nachkommen hervor:
- Luise Auguste Amalie (1779–1784)
- (Tochter) (*/† 1781)
- Carl Friedrich (1783–1853)
- (Sohn) (*/† 1785)
- Karoline Luise (1786–1816) ⚭ Friedrich Ludwig zu Mecklenburg (1778–1819)
- (Sohn) (*/† 1789)
- Karl Bernhard (1792–1862)

Mit der Schauspielerin Karoline Jagemann hatte er ein außereheliches Verhältnis, aus dem der 1806 geborene Sohn Karl von Heygendorff (⚭ Meta Abegg) hervorging.
Er war Vater von zahlreichen unehelich geborenen Kindern. Unter anderem wird ihm eine Affäre mit der Salonnière Henriette von Crayen nachgesagt.